# Hedobia granosa
Hedobia granosa är en skalbaggsart som beskrevs av Leconte 1874. Hedobia granosa ingår i släktet Hedobia och familjen trägnagare. Inga underarter finns listade i Catalogue of Life.